# 26e Legerkorps (Wehrmacht)
Het 26e Legerkorps (Duits: Generalkommando XXVI. Armeekorps) was een Duits legerkorps van de Wehrmacht tijdens de Tweede Wereldoorlog. Het korps kwam in actie in Polen, in  de veldtocht in het westen en was daarna bijna 4 jaar aan de noordvleugel van het oostfront in actie en werd vernietigd tijdens de strijd om Samland.

## Krijgsgeschiedenis

### Oprichting
Het 26e Legerkorps werd opgericht op 22 augustus 1939 in Oost-Pruisen in Wehrkreis I als Führungsstab z. b. V. (Staf voor speciale inzet). Naar zijn commandant, werd het korps ook vaak aangeduid met Korps Wodrig. Op 1 oktober 1939 werd dit korps omgevormd in het  26e Legerkorps.

### Polen 1939

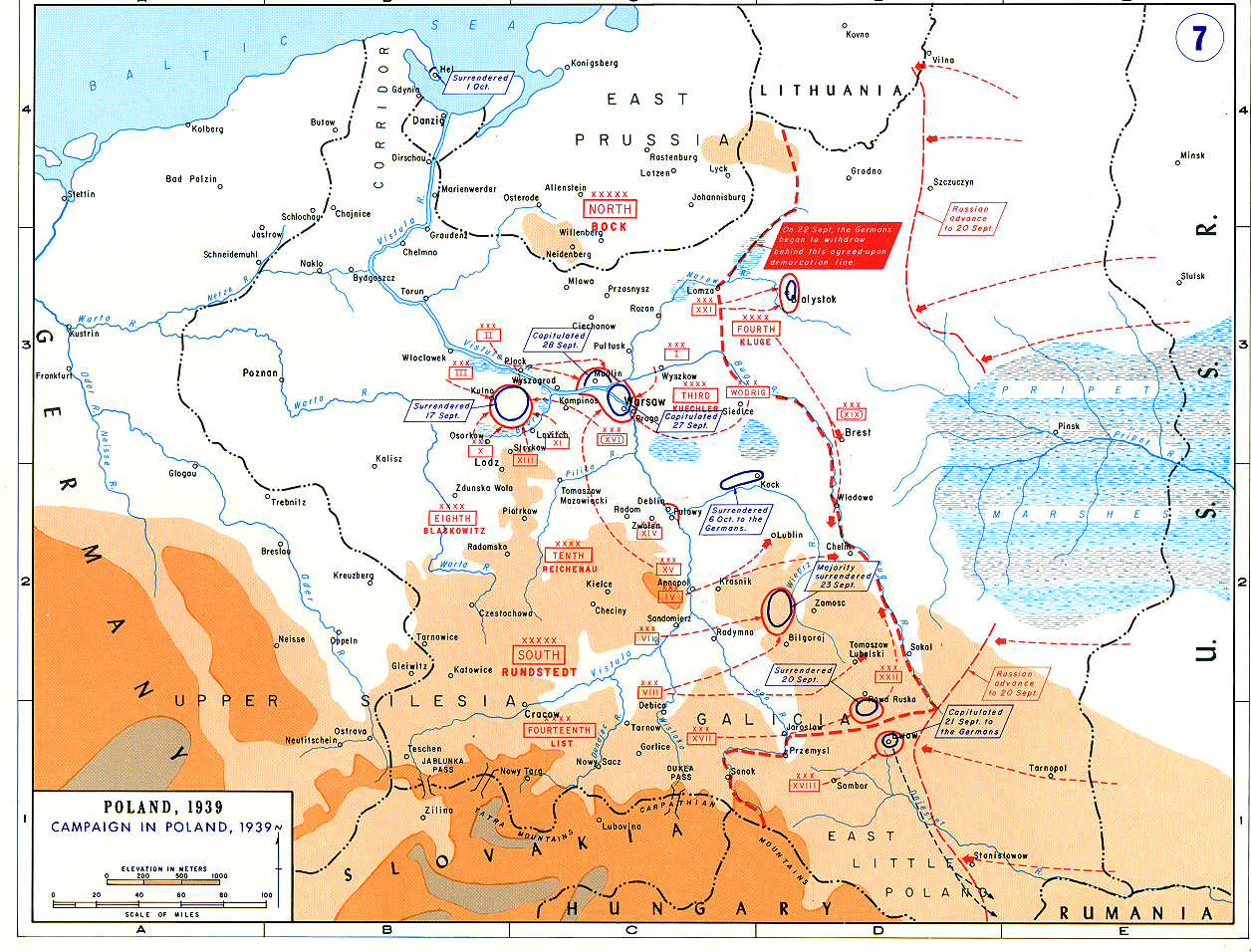
Polen na 14 september 1939

Tijdens de invasie van Polen (Fall Weiss) was het korps onderdeel van het 3e Leger onder Heeresgruppe Nord. Het korps trok op aan de linkerflank van het 3e Leger met de 1e en 12e Infanteriedivisies in het gebied ten zuiden van Chorzele. De Poolse troepen weken uit. Op 2 september naderde het korps Przasnysz en moest daar Poolse tegenaanvallen afweren. Het bereikte Maków Mazowiecki op 5 september en de volgende dag bereikte het korps de Narew bij Różan, waar de Pantserdivisie Kempf al vocht voor een oversteek. De daaropvolgende dag kon het korps een bruggenhoofd vormen over de Narew. Op de 8e nam het korps met zijn twee infanteriedivisies bezit van het gebied Ostrów Mazowiecka. Op dezelfde dag bereikte de 1e Cavaleriebrigade, direct ondergeschikt aan het leger, de Westelijke Boeg nabij Brok, en de volgende dag kon het korps daar ook een bruggenhoofd vormen. Daarmee werd Warschau vanuit het oosten bedreigd. Op 13 september werd Siedlce ingenomen en draaide het korps werkelijk naar het westen, richting Warschau. In de volgende twee dagen ving het korps een tegenaanval op, zuiverde het gebied ten zuiden van Siedlce en maakte 10.000 krijgsgevangenen. Op 17 september werd bij Gora Kalvaria contact gemaakt met Heeresgruppe Süd. In de volgende week werd het korps weer noordoostelijk van Warschau ingezet en beëindigde daar de campagne.
Na afloop van de Poolse veldtocht, werd op 1 oktober 1939 de Führungsstab z. b. V. omgevormd in het 26e Legerkorps bij Maków Mazowiecki. In oktober 1939 werd het korps overgebracht naar het westen.

### Westen 1940
Voor de aanval in het westen, Fall Gelb, maakte het korps deel uit van het 18e Leger. Het korps zou ten zuiden van de grote rivieren door Noord-Brabant en via de Moerdijkbruggen en de bruggen bij Dordrecht richting Rotterdam trekken en daar de luchtlandings- en parachutisteneenheden ontzetten. Hiervoor beschikte het korps over de 208e , 225e , 254e en 256e Infanteriedivisies plus 2 regimenten van de SS-Verfügungsdivisie. De 9e Pantserdivisie was nog legerreserve en zou na de initiële doorbraak in actie komen. Op 10 mei 1940 namen de Duitsers al snel de Maasbrug bij Gennep in waarop een pantsertrein bij Mill doordringen tot over het kanaal bij de Peel-Raamstelling. De bezetting van de rest van de Peellinie werd in de nacht op de Zuid-Willemsvaart teruggenomen en bood ook op 11 mei nog fel verzet. Ook die linie werd echter vrij gemakkelijk doorbroken en 9e Pantserdivisie kon nu snel oprukken naar de Moerdijkbrug, die op 12 mei om 5 uur 's middags door de eerste verkenningseenheden werd bereikt. De volgende dag werd deze aanval voortgezet onder het 39e Gemotoriseerde Korps. Het 26e Legerkorps rukte nu verder op richting Breda, met gevechtscontact met Franse eenheden. Op 18 mei werd Antwerpen ingenomen en het korps rukte verder op naar Gent, dat op 23 mei ingenomen werd. Vervolgens vormde het korps langs de kust het noordelijke sluitstuk van de ring om Duinkerken.
Tijdens de tweede fase van de veldtocht, Fall Rot, stond het korps onder bevel van het 2e Leger en beschikte over de 34e en 45e Infanteriedivisies. Het korps trok over de Aisne en op 11 juni werd Reims ingenomen. Verder ging het via Troyes en Avallon richting Nevers en stak daar de Loire  over.
Al in juli 1940 werd het korps overgebracht naar Oost-Pruisen.

### 1941
Op 22 juni 1941 nam het korps als onderdeel van Heeresgruppe Nord deel aan Operatie Barbarossa en beschikte over de 61e, 217e en 291e Infanteriedivisies. Het korps vormde de linkerflank van het 18e Leger en rukte via Memel, bezette op 29 juni Liepāja en op 3 juli Riga. In juli trok het korps langs de westelijke oever van het Peipusmeer naar het noorden. De 58e en 291e Infanteriedivisies vielen medio augustus Narva aan en de 1e Infanteriedivisie bereikte op 17 augustus nabij Kingisepp de Loega. In september 1941 nam het korps, samen met het 38e Legerkorps voor Oranienbaum, deel aan de aanval op Leningrad. Het korps blokkeerde vervolgens het Sovjet bruggenhoofd van Oranienbaum met vier infanteriedivisies (van west naar oost: 217e, 254e , 93e en 212e Infanteriedivisies).

### 1942

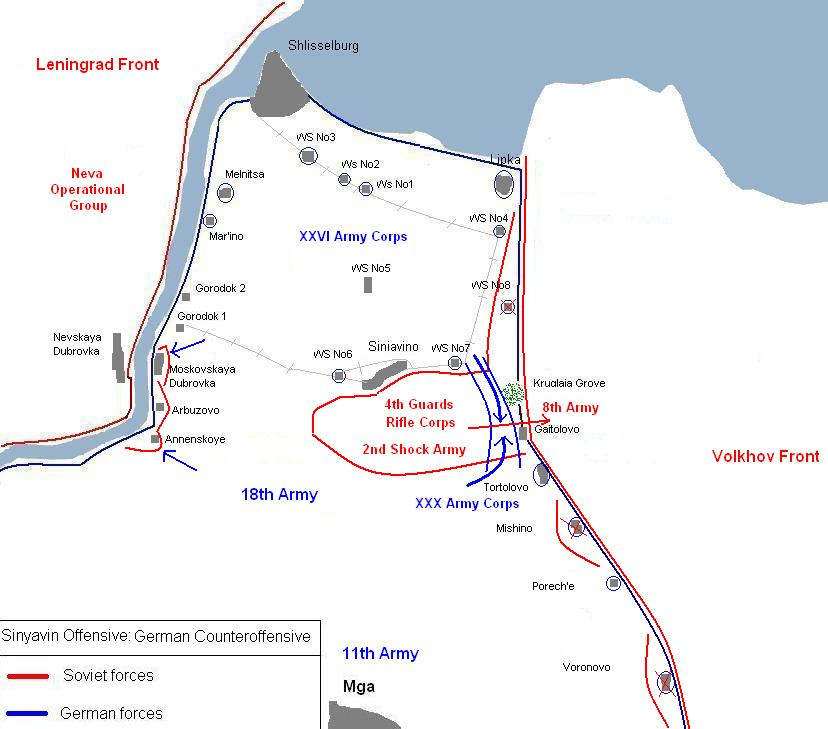
Eerste Ladoga-slag

In mei 942 werd het korps van Oranienbaum verplaatst naar het gebied rond Schlüsselburg en maakte daarmee deel uit van de blokkadering rond Leningrad. Op 19 augustus 1942 begon het Sovjet Leningradfront twee offensieven richting Sinyavino en Tosno, waar het korps geconcentreerd was. De Sovjettroepen staken de rivier de Neva over en bouwden een bruggenhoofd. Op 27 augustus viel ook het Volchovfront aan, waarbij het front tussen de 223e en 227e Infanteriedivisies doorbrak en de toegang tot Sinyavino bereikte. Samen met het 30e Legerkorps werden de Sovjettroepen rond Gaitolovo op 24 september omsingeld en vervolgens vernietigd. Totaal 12.000 gevangenen werden gemaakt en 300 kanonnen, 500 mortieren en 244 tanks werden vernietigden of buitgemaakt. Het Volchovfront trok zich terug naar hun startposities op 1 oktober en het Leningradfront op 10 oktober. Hiermee eindigde de Eerste Ladoga-slag.

### 1943
Op 12 januari 1943 werd het zich in het gebied van Schlüsselburg bevindende korps aangevallen van beide kanten tijdens Operatie Iskra door het 67e Sovjetleger uit het westen en troepen van het 2e Stoottroepenleger uit het oosten. Op de eerste dag werd een klein bruggenhoofd geslagen op de linkeroever van de Neva nabij Marjino in de sector van de Duitse 170e Infanteriedivisie. In het oosten ten zuiden van het dorp Lipka en aan beide zijden van Gaitolovo maakten de Sovjets grote doorbraken bij de 1e en 227e Infanteriedivisies. De opperbevelhebber van het 18e Leger versterkte generaal von Leyser onmiddellijk met de 96e Infanteriedivisie, die uit het gedeelte van het zuidelijk staande 28e Legerkorps werd weggehaald. Op 18 januari ging Schlüsselburg verloren aan het Rode Leger, en tegelijkertijd slaagde het Rode Leger erin om een doorgang van 8 tot 11 kilometer breed te creëren en de directe landverbindingen met Leningrad te herstellen. De rest van het jaar bleef het korps in min of meer dezelfde stellingen.

### 1944
Op 14 januari 1944 startten de Sovjettroepen hun Leningrad-Novgorod-offensief. Het korps lag in een ver uitstekende en daarmee gevaarlijke positie. Al snel werd de terugtocht aanvaard. Rond 1 februari werd Loega bereikt en daarna werd verder teruggetrokken richting Narva. Daar maakte het korps vanaf 23 februari deel uit van Armee-Abteilung Narwa en verdedigde daar de zuidelijke sector van het bruggenhoofd, tot de oevers van het Peipusmeer tot de zomer van 1944. De ineenstorting van de Heeresgruppe Mitte in juni 1944 veranderde de complete strategische situatie. Het korps werd in juli overgebracht naar het gebied rond Šakiai om te helpen Oost-Pruisen te verdedigen. In de maand augustus werd het korps langzaam teruggedrongen tot noordoostelijk van Gumbinnen. Op 16 oktober lag het korps (dat net tevoren de sector van het 27e Legerkorps overgenomen had) precies in de hoofdaanvalsrichting van de Russische Gumbinnen-Goldap-operatie. Het front werd opengescheurd door het Russische 11e Gardeleger. Maar door tegenaanvallen van het 39e Pantserkorps kon de situatie rond Goldap en Gumbinnen hersteld worden.

### 1945
Bij het begin van de strijd om Oost-Pruisen op 13 januari 1945 maakten de 1e, 56e en 69e Infanteriedivisies in het gebied in Haselberg-Schloßberg en de 349e en 549e Volksgrenadierdivisies in het Gumbinnen-gebied deel uit van het korps, als onderdeel van het 3e Pantserleger. Het front van het korps werd na een paar dagen doorbroken door de troepen van het 3e Wit-Russische Front en gedwongen zich terug te trekken in Insterburg. In februari 1945 maakte het korps deel uit van het 4e Leger ten zuiden van Königsberg bij Braunsberg, waar het deel uitmaakte van de mislukte uitbraakpoging van dit leger naar het westen. Daarna bleef het korps achter in de zogenaamde Heiligenbeil Pocket. In de eerste helft van maart werd het korps geëvacueerd over het Frisches Haff en werd naar Samland overgebracht. Op 13 april vielen Sovjettroepen aan. Het korps beschikte op dat moment over de (resten van de) 1e, 21e en 58e Infanteriedivisies, de 5e Pantserdivisie, de 28e Jägerdivisie en de 561e Volksgrenadierdivisie. Al snel werd het front doorbroken en het korps werd grotendeels geïsoleerd op het schiereiland bij Peyse. Delen werden over het Frisches Haff nog afgevoerd, maar op 17 april eindigde hier de geschiedenis van het korps.
Het 26e Legerkorps werd op 17 april 1945 rond Peyse in Samland vernietigd.

## Bovenliggende bevelslagen
| Leger                 | Legergroep         | Plaats/regio                                           | Begin             | Eind             |
| --------------------- | ------------------ | ------------------------------------------------------ | ----------------- | ---------------- |
| 3. Armee              | Heeresgruppe Nord  | Oost-Pruisen, Polen                                    | 22 augustus 1939  | 7 oktober 1939   |
| Grenzabschnitt Nord   |                    | Polen                                                  | 8 oktober 1939    | 17 oktober 1939  |
| 6. Armee              | Heeresgruppe B     | Nederrijn                                              | eind oktober 1939 | december 1939    |
| 4. Armee              | Heeresgruppe B     | Eifel                                                  | januari 1940      |                  |
| 18. Armee             | Heeresgruppe B     | Nederland, Vlaanderen                                  | mei 1940          | begin juni 1940  |
| 2. Armee              | Heeresgruppe A     | Frankrijk                                              | begin juni 1940   | 3 juli 1940      |
| 18. Armee             | OKH                | Oost-Pruisen                                           | 3 juli 1940       |                  |
| 18. Armee             | Heeresgruppe B     | Oost-Pruisen                                           | september 1940    |                  |
| 18. Armee             | Heeresgruppe Nord  | Oost-Pruisen, Baltische Staten, Oranienbaum, Leningrad | juni 1941         | 4 september 1942 |
| 11. Armee             | Heeresgruppe Nord  | Leningrad                                              | 4 september 1942  | oktober 1942     |
| 18. Armee             | Heeresgruppe Nord  | Leningrad                                              | november 1942     | 23 februari 1944 |
| Armee-Abteilung Narwa | Heeresgruppe Nord  | Narva                                                  | 23 februari 1944  | juli 1944        |
| 3. Panzerarmee        | Heeresgruppe Mitte | Litouwen                                               | juli 1944         | 4 september 1944 |
| 4. Armee              | Heeresgruppe Mitte | Oost-Pruisen                                           | 5 september 1944  | oktober 1944     |
| 3. Panzerarmee        | Heeresgruppe Mitte | Oost-Pruisen                                           | november 1944     | 21 januari 1945  |
| 4. Armee              | Heeresgruppe Nord  | Oost-Pruisen                                           | 22 januari 1945   | 10 april 1945    |
| Armee Ostpreußen      | OKH                | Oost-Pruisen                                           | 10 april 1945     | 17 april 1945    |

## Commandanten

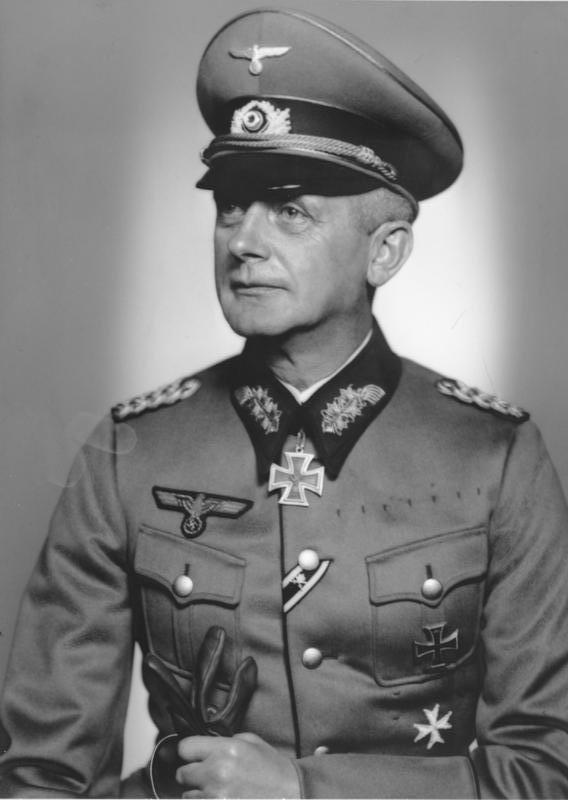
General Ernst von Leyser

| Rang                                                            | Naam             | Begin            | Eind             |
| --------------------------------------------------------------- | ---------------- | ---------------- | ---------------- |
| General der Artillerie                                          | Albert Wodrig    | 22 augustus 1939 | 1 oktober 1942   |
| Generalleutnant General der Infanterie (vanaf 1 december 1942)  | Ernst von Leyser | 1 oktober 1942   | 1 juli 1943      |
| General der Panzertruppen                                       | Gustav Fehn      | 1 juli 1943      | 19 augustus 1943 |
| General der Infanterie                                          | Ernst von Leyser | 19 augustus 1943 | 31 oktober 1943  |
| General der Infanterie                                          | Carl Hilpert     | 31 oktober 1943  | 1 januari 1944   |
| General der Infanterie                                          | Martin Grase     | 1 januari 1944   | 15 februari 1944 |
| Generalleutnant General der Infanterie (vanaf 1 mei 1944)       | Anton Grasser    | -                | 11 mei 1944      |
| General der Artillerie                                          | Wilhelm Berlin   | 11 mei 1944      | 15 juni 1944     |
| General der Infanterie                                          | Anton Grasser    | 15 juni 1944     | 6 juli 1944      |
| Generalleutnant General der Infanterie (vanaf 1 september 1944) | Gerhard Matzky   | 6 juli 1944      | 12 april 1945    |